# Liriope (mitologia)
Liriope (także Lejriope; gr. Λιριόπη Liriópē, gr. Λειριόπη Leiriópē, łac. Liriope) – w mitologii greckiej jedna z nimf.
Z bogiem Kefisosem, który był jej mężem, miała syna Narcyza.